# Ronde van de Algarve 2020
De 46e editie van de wielerwedstrijd Ronde van de Algarve vond van 19 tot en met 23 februari 2020 plaats in de Algarve, in Portugal. De rittenwedstrijd startte in Portimão en eindigde in Lagoa. De ronde werd opgenomen op de nieuwe UCI ProSeries 2020-kalender. De Sloveen Tadej Pogačar werd op de lijst van winnaars opgevolgd door de Belg Remco Evenepoel.

## Deelname
Er gingen twaalf UCI World Tour-ploegen, vijf UCI ProTeams en acht continentale teams van start, waarbij Alpecin-Fenix met zes en de overige 24 elk met zeven renners van start gingen wat het totaal op 174 deelnemers bracht.
| WorldTour                                                                          | WorldTour                                                                                   | ProTeam                                                                                              | Continentaal |
| ---------------------------------------------------------------------------------- | ------------------------------------------------------------------------------------------- | --- | --- |
| Astana Pro Team BORA-hansgrohe CCC Team Cofidis Deceuninck–Quick-Step Groupama-FDJ | Israel Start-Up Nation Lotto Soudal Team INEOS Team Sunweb Trek-Segafredo UAE Team Emirates | Alpecin-Fenix Caja Rural-Seguros RGA Circus-Wanty-Gobert Fundación-Orbea Uno-X Norwegian Development | Atum General–Tavira–Maria Nova Hotel Aviludo-Louletano-Uli Efapel Kelly-InOutBuild-UD Oliveirense LA Alumínios-LA Sport Miranda–Mortágua Radio Popular-Boavista W52-FC Porto |

## Etappe-overzicht
| Etappe | Datum       | Start     | Finish         | Type                | Afstand  | Winnaar            | Klassementsleider |
| ------ | ----------- | --------- | -------------- | ------------------- | -------- | ------------------ | ----------------- |
| 1e     | 19 februari | Portimão  | Lagos          | Heuvelrit           | 195,6 km | Fabio Jakobsen     | Fabio Jakobsen    |
| 2e     | 20 februari | Sagres    | Fóia           | Bergrit             | 183,9 km | Remco Evenepoel    | Remco Evenepoel   |
| 3e     | 21 februari | Faro      | Tavira         | Heuvelrit           | 201,9 km | Cees Bol           | Remco Evenepoel   |
| 4e     | 22 februari | Albufeira | Alto do Malhão | Heuvelrit           | 169,7 km | Miguel Angel Lopez | Remco Evenepoel   |
| 5e     | 23 februari | Lagoa     | Lagoa          | Individuele tijdrit | 20,3 km  | Remco Evenepoel    | Remco Evenepoel   |

## Klassementsleiders
| Etappe      | Winnaar            | Algemeen        | Punten         | Berg            | Jongeren            | Ploegen                |
| 1           | Fabio Jakobsen     | Fabio Jakobsen  | Fabio Jakobsen | Diego Lopez     | Juan Fernando Calle | Israel Start-Up Nation |
| 2           | Remco Evenepoel    | Remco Evenepoel | Fabio Jakobsen | Remco Evenepoel | Remco Evenepoel     | Astana Pro Team        |
| 3           | Cees Bol           | Remco Evenepoel | Fabio Jakobsen | Remco Evenepoel | Remco Evenepoel     | Astana Pro Team        |
| 4           | Miguel Angel Lopez | Remco Evenepoel | Fabio Jakobsen | Dries De Bondt  | Remco Evenepoel     | UAE Team Emirates      |
| 5           | Remco Evenepoel    | Remco Evenepoel | Fabio Jakobsen | Dries De Bondt  | Remco Evenepoel     | Team INEOS             |
| Eindstanden | Eindstanden        | Remco Evenepoel | Fabio Jakobsen | Dries De Bondt  | Remco Evenepoel     | Team INEOS             |

## Eindklassementen

### Algemeen klassement
| Algemeen klassement |                       |                       |           |
| Plaats              | Naam                  | Ploeg                 | Tijd      |
| Gele trui           | Remco Evenepoel       | Deceuninck-Quick-Step | 19u23'42" |
| 2                   | Maximilian Schachmann | BORA-hansgrohe        | +38"      |
| 3                   | Miguel Ángel López    | Astana Pro Team       | +39"      |
| 4                   | Rui Costa             | UAE Team Emirates     | +56"      |
| 5                   | Tim Wellens           | Lotto Soudal          | +1'17"    |
| 6                   | Simon Geschke         | CCC Team              | +1'18"    |
| 7                   | Lennard Kämna         | BORA-hansgrohe        | +1'26"    |
| 8                   | Bauke Mollema         | Trek-Segafredo        | +1'31"    |
| 9                   | João Almeida          | Deceuninck-Quick-Step | +1'40"    |
| 10                  | Amaro Antunes         | W52-FC Porto          | +1'57"    |

### Puntenklassement
| Plaats    | Naam               | Ploeg                 | Punten |
| --------- | ------------------ | --------------------- | ------ |
| Rode trui | Fabio Jakobsen     | Deceuninck-Quick-Step | 41     |
| 2         | Cees Bol           | Team Sunweb           | 33     |
| 3         | Alexander Kristoff | UAE Team Emirates     | 26     |
|           |                    |                       |        |
| 5         | Remco Evenepoel    | Deceuninck–Quick-Step | 25     |

### Bergklassement
| Plaats      | Naam            | Ploeg                 | Punten |
| ----------- | --------------- | --------------------- | ------ |
| Blauwe trui | Dries De Bondt  | Alpecin-Fenix         | 17     |
| 2           | Remco Evenepoel | Deceuninck–Quick-Step | 15     |
| 3           | Tiago Antunes   | Efapel                | 14     |

### Jongerenklassement
| Plaats     | Naam            | Ploeg                 | Punten    |
| ---------- | --------------- | --------------------- | --------- |
| Witte trui | Remco Evenepoel | Deceuninck-Quick-Step | 19u23'42" |
| 2          | João Almeida    | Deceuninck-Quick-Step | +1'40"    |
| 3          | Ilan Van Wilder | Team Sunweb           | +3'39"    |
|            |                 |                       |           |
| 21         | Nils Eekhoff    | Team Sunweb           | +40'10"   |

### Ploegenklassement
| Plaats | Ploeg             | Tijd      |
| ------ | ----------------- | --------- |
| 1      | Team INEOS        | 58u19'43" |
| 2      | UAE Team Emirates | +25"      |
| 3      | CCC Team          | +1'51"    |

1960 · 1961 · 1962-1976 · 1977 · 1978 · 1979 · 1980 · 1981 · 1982 · 1983 · 1984 · 1985 · 1986 · 1987 · 1988 · 1989 · 1990 · 1991 · 1992 · 1993 · 1994 · 1995 · 1996 · 1997 · 1998 · 1999 · 2000 · 2001 · 2002 · 2003 · 2004 · 2005 · 2006 · 2007 · 2008 · 2009 · 2010 · 2011 · 2012 · 2013 · 2014 · 2015 · 2016 · 2017 · 2018 · 2019 · 2020 · 2021 · 2022 · 2023 · 2024 · 2025